# Eilema varana
Eilema varana là một loài bướm đêm thuộc phân họ Arctiinae, họ Erebidae.